# Теракт на военном параде в Ахвазе
22 сентября 2018 года военный парад был атакован вооружёнными боевиками в юго-западном иранском городе Ахваз. Стрелки убили 25 человек, в том числе солдат Корпуса стражей исламской революции (КСИР) и гражданских прохожих. Это было самое смертоносное террористическое нападение в Иране после взрыва террориста-смертника в Чабахаре в декабре 2010 года.
Исламское государство взяло на себя ответственность за нападение и опубликовало предполагаемые фотографии нападавших. Иран обвинил «боевиков в Сирии» и заявил, что «государства США и Персидского залива позволили атаковать» и поклялся отомстить. Министр обороны США отверг угрозу Ирана и отрицал причастность США, заявив, что для Ирана было «нелепо» ссылаться на причастность США. Саудовская Аравия и Объединённые Арабские Эмираты также отвергли и осудили обвинение.
1 октября 2018 года в отместку за нападения иранская гвардия революции выпустила ракеты и совершила беспилотные атаки в Абу-Камале в Сирии, нацелив против «боевиков в Сирии, которых она обвинила в нападении», сообщает Sepah News.